# Grant (Iowa)
Pour les articles homonymes, voir Grant.
Grant est une ville du comté de Montgomery, en Iowa, aux États-Unis. Elle est incorporée le 27 février 1812. La ville est nommée en l'honneur d'Ulysses S. Grant, 18e président des États-Unis.

## Source de la traduction
- (en) Cet article est partiellement ou en totalité issu de l’article de Wikipédia en anglais intitulé « Grant, Iowa » (voir la liste des auteurs).